# Jimmy Ponder
Jimmy Ponder (rodným jménem James Willis Ponder; 10. května 1946 – 16. září 2013) byl americký jazzový kytarista. Na kytaru začal hrát pod vlivem Wese Montgomeryho a Kennyho Burrella ve svých čtrnácti letech. Během své kariéry bydal několik vlastních alb a hrál na desítkách alb jiných hudebníků. Spolupracoval s řadou dalších hudebníků, mezi které patří Andrew Hill, Donald Byrd, Brother Jack McDuff, Big John Patton nebo Shirley Scott. Zemřel na karcinom plic ve svých sedmašedesáti letech.